# Годнев, Тихон Николаевич
Тихон Николаевич Годнев (1893—1982) — советский физиолог растений, академик АН БССР (1940).

## Биография
Родился 24 марта (5 апреля) 1893 года в Задонске в семье учителя гимназии; мать происходила из мелкопоместных дворян. В 1911 году с серебряной медалью окончил Ярославскую мужскую гимназию, в 1916 году с отличием — физико-математический факультет Московского университета. Работал преподавателем на кафедре физиологии растений до 1919 года.
В 1918 году Т. Н. Годнев познакомился со своей будущей супругой — Анной Елиазаровной Бобриковой, и вскоре они поженились. Трудная жизнь вынудила их уехать из Москвы в 1919 году.
В 1919—1923 годах он преподавал анатомию и физиологию и некоторое время был заведующим кафедрой в Астраханском университете. В 1923—1927 годах — доцент на агрономическом факультете в Иваново-Вознесенском политехническом институте; в 1926 году стал профессором кафедры физиологии растений. В это он стал выступать с докладами на крупных российских съездах; в 1926 году на Менделеевском съезде встретился с профессором О. К. Кедровым-Зихманом, который пригласил его в Белоруссию.
С 1927 года занимал должность профессора Белорусской сельскохозяйственной академии. С 1928 года он начал читать лекции в Белорусском государственном университете на организованной кафедре физиологии растений, заведование которой он получил после присуждения ему в 1935 году учёной степени доктора биологических наук.
Во время Великой Отечественной войны, в 1941—1944 годах — профессор Свердловского сельскохозяйственного института.
С 1935 года — доктор биологических наук и член-корреспондент Академии наук БССР (1935); с 1940 года — академик Академии наук БССР. В 1945—1966 годах — заведующий лабораторией Института экспериментальной ботаники, в 1967—1969 годах — заведующий отделом лаборатории биофизики и изотопов АН БССР. В 1946—1956 годах состоял членом Президиума АН БССР; в 1946—1948 годы — академик-секретарь Отделения биологических, сельскохозяйственных и медицинских наук АН БССР.
С 1947 года совместно с Г. Г. Винбергом Годнев активно участвовал в организации и становлении Нарочанской биологической станции.
В 1969 году ушёл на пенсию.
Скончался 29 октября 1982 года.

## Научные работы
Основные научные работы посвящены биохимии растительных пигментов, в частности хлорофилла и его предшественников, условиям их образования в растении. Выдвинул идеи о формировании хлорофилла через монопирол и лейкосоединения порфиринов, о едином процессе синтеза хлорофилла и гема из углеводов, об относительно постоянном количестве хлорофилла в единице объёма хлоропластов. Он доказал, что предшественником хлорофилла является протохлорофиллид и впервые превратил его в темноте в хлорофилл. Исследовал состояние фотосинтетических пигментов в онтогенезе в зависимости от световых и температурных условий.
Т. Н. Годневым было опубликовано более 300 научных работ, в том числе 4 монографии. За монографию «Хлорофилл. Его строение и образование в растении» в 1967 году получил премию имени К. А. Тимирязева АН СССР.

## Награды и премии
- Награждён орденами Ленина (1951, 1961), Трудового Красного Знамени (1944, 1949), «Знак Почёта» (17.12.1940, «в ознаменование 100-летнего юбилея Белорусского сельскохозяйственного института, за заслуги в деле подготовки высококвалифицированных специалистов сельского хозяйства»), медалями.
- Заслуженный деятель науки БССР (1944).
- Премия имени К. А. Тимирязева (1976).